# Byrgisvíkurfjall
Byrgisvíkurfjall är ett berg i republiken Island. Det ligger i regionen Västfjordarna, 200 km norr om huvudstaden Reykjavík. Toppen på Byrgisvíkurfjall är 177 meter över havet.
Det finns inga samhällen i närheten.